# Pseudoficimia frontalis
Pseudoficimia frontalis – gatunek węża z rodziny połozowatych (Colubridae), jedyny przedstawiciel rodzaju Pseudoficimia. Występuje endemicznie w zachodnim Meksyku – od południowej części stanu Sonora na południe do południowej części stanu Guerrero.